# St. Emmeram (Oberföhring)

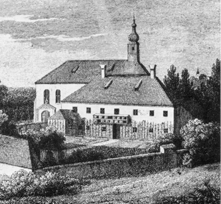
Historische Kapelle St. Emmeram

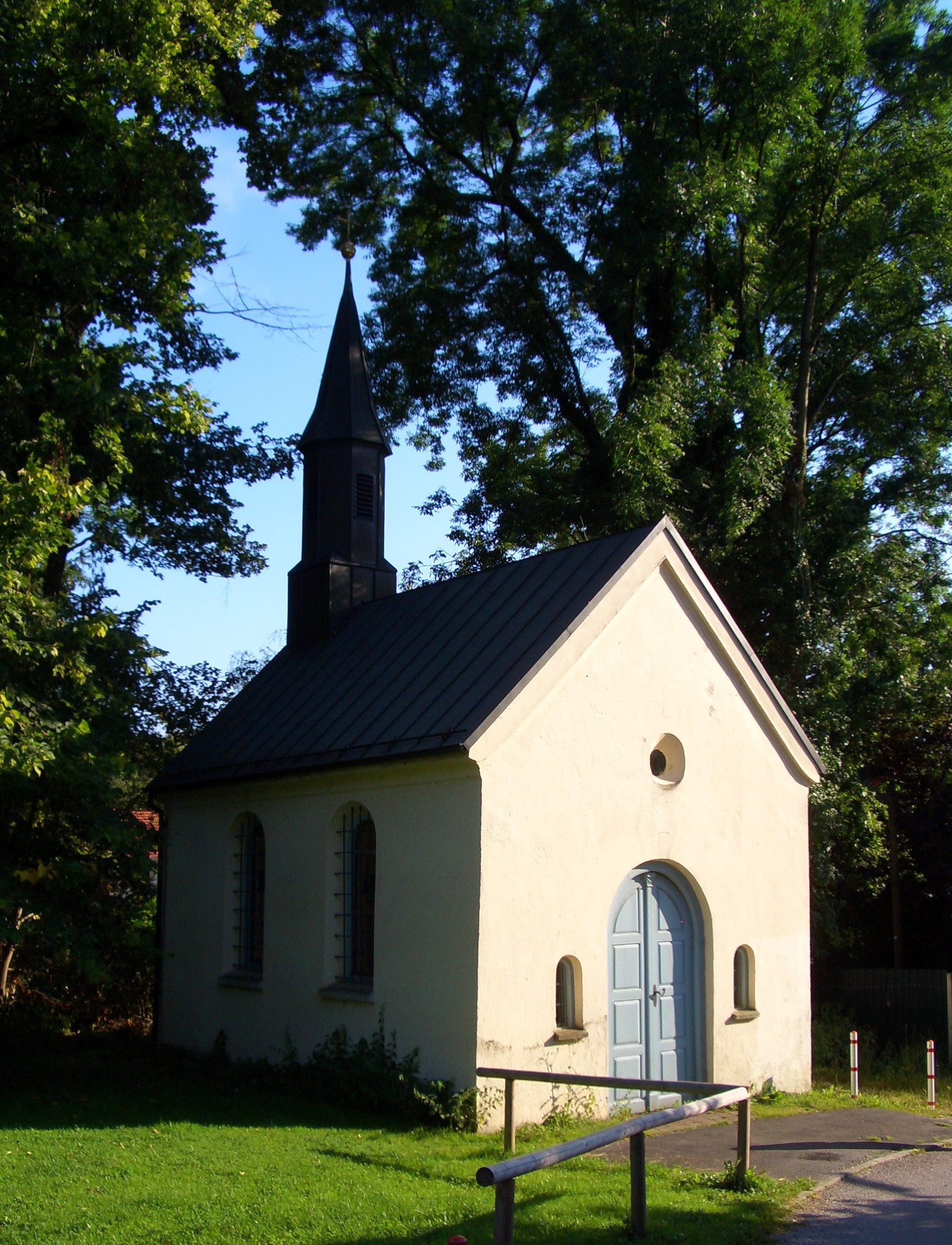
St.-Emmeram-Gedächtniskapelle

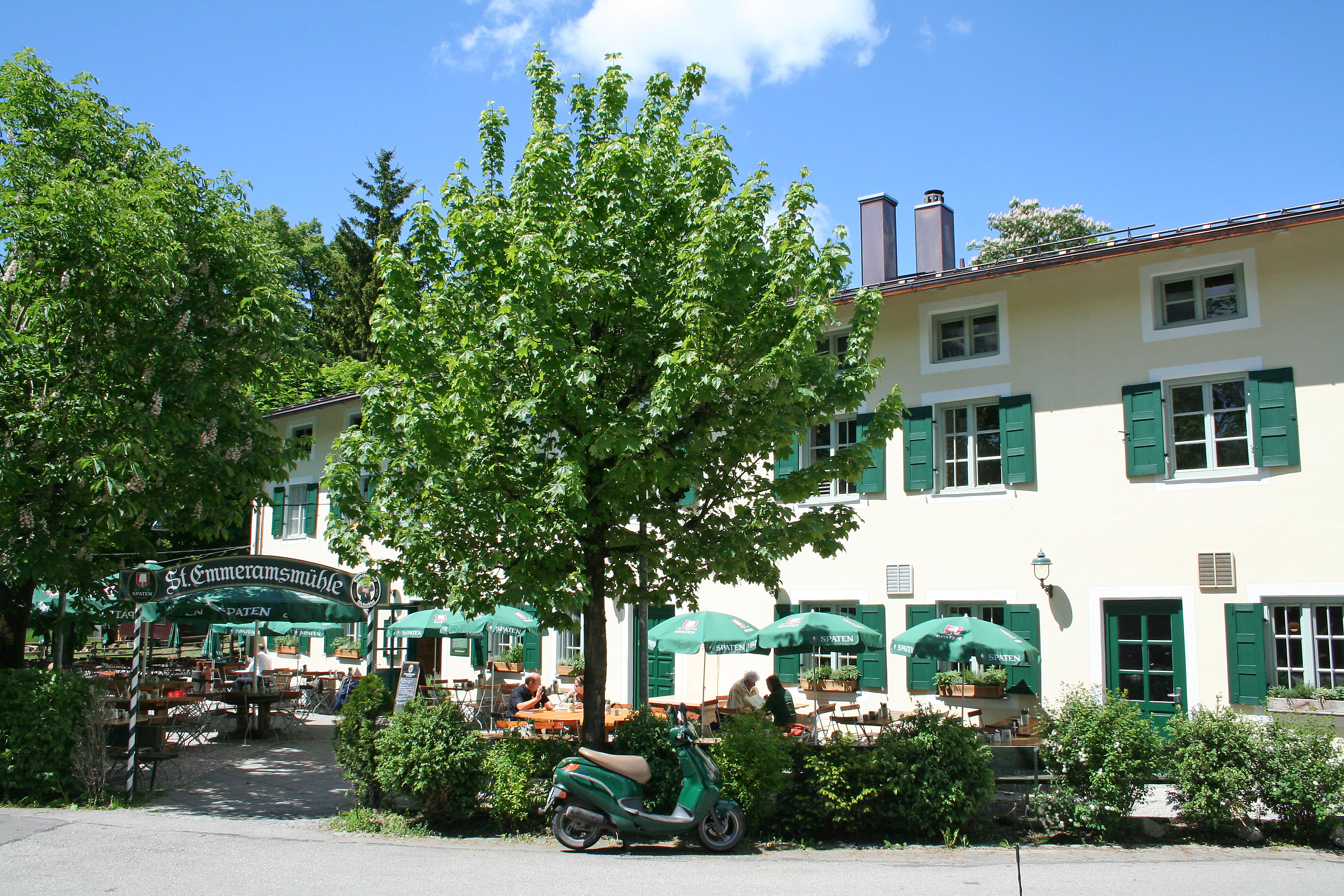
Emmeramsmühle

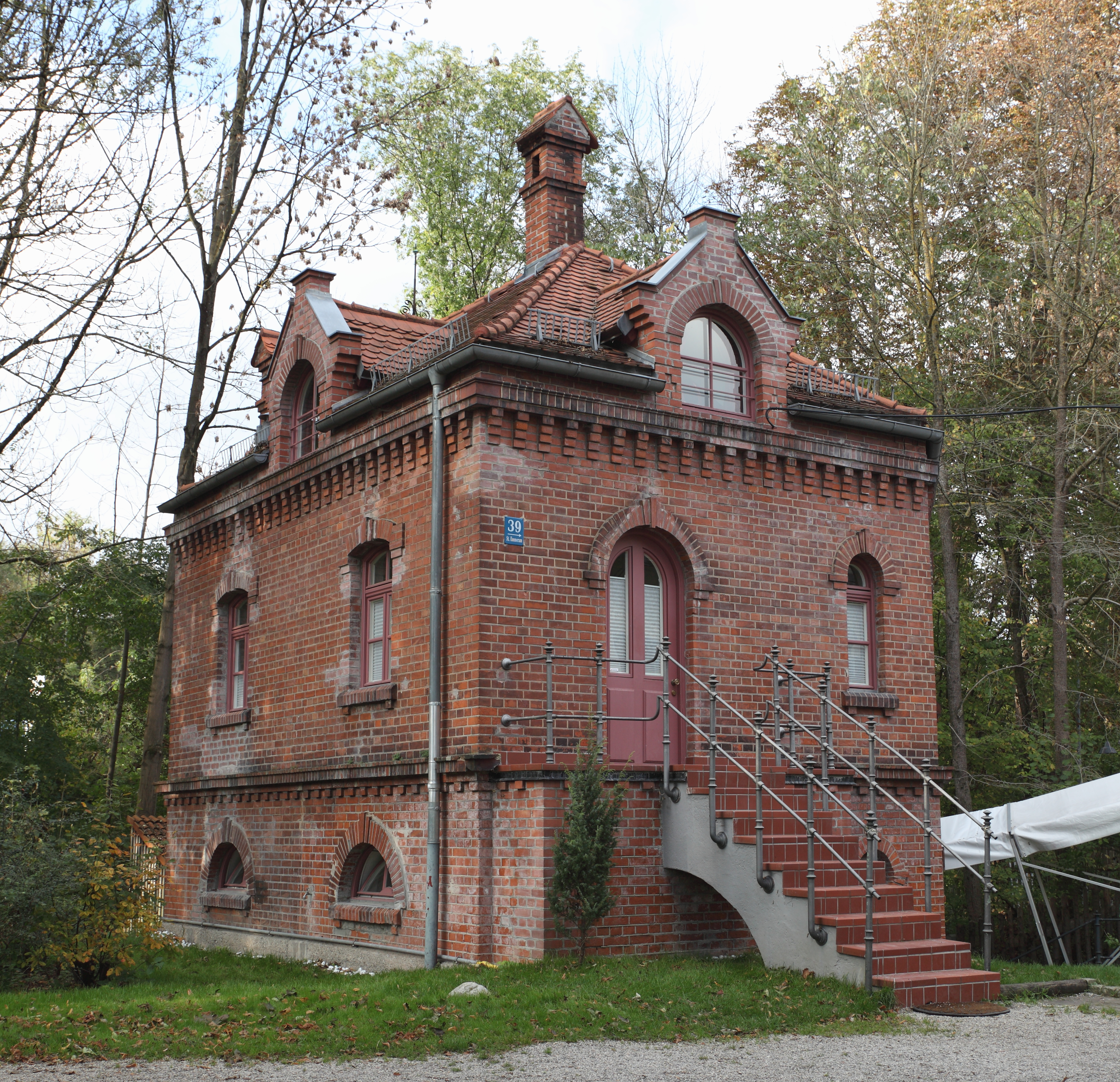
Pumpen- und Floßwärterhäuschen am Ufer des Mittlere-Isar-Kanals direkt neben der St. Emmeramsmühle

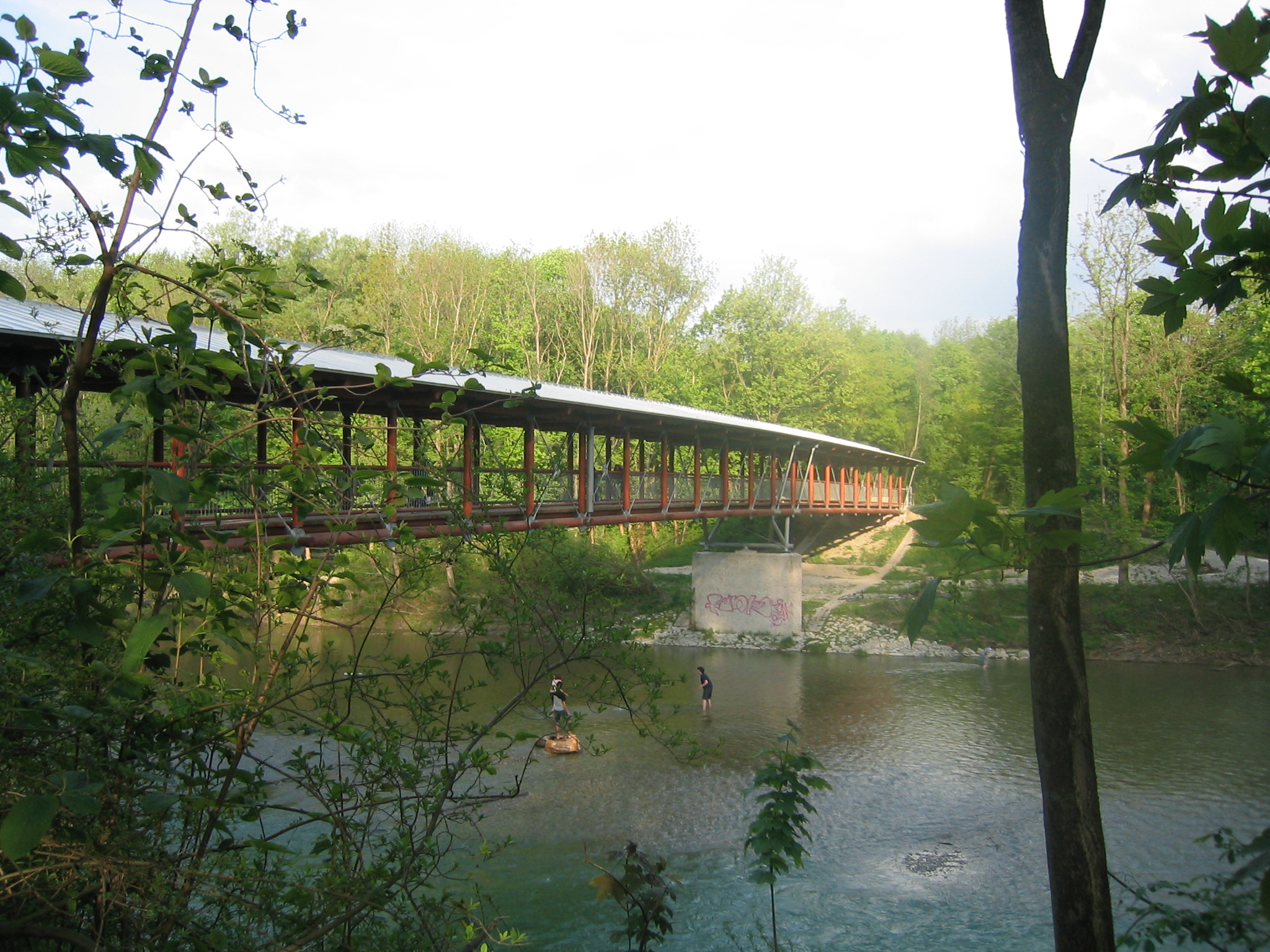
St.-Emmeram-Brücke

St. Emmeram ist ein Viertel im Münchner Stadtteil Oberföhring.

## Lage
St. Emmeram gehört als Ortsteil von Oberföhring zum Stadtbezirk 13 Bogenhausen. Das Viertel liegt nördlich der Ortsmitte von Oberföhring am Mittlere-Isar-Kanal.

## Geschichte
Der Überlieferung nach soll an der Stelle, wo heute St. Emmeram liegt, der Leichnam des heiligen Emmeram bei seiner Überführung von Aschheim nach Regensburg auf der Isar eingeschifft worden sein. Schon 822 ist hier eine Kapelle erwähnt, die zu einem königlichen Gutshof gehörte. Der letzte karolingische König Ludwig das Kind schenkte den Gutshof 903 dem Bischof von Freising.
Die alte Flurbezeichnung Küntal oder Chüntal (Königstal) verweist auf diesen ehemals königlichen Gutshof. Seit 1429 ist die Benennung sannd Haymran (Sankt Emmeram) für die Kapelle und als Flurname nachgewiesen.
Neben der Kapelle St. Emmeram entstand 1663 eine Klause für Eremiten, die dort eine Schule für die Kinder der Umgebung errichteten, welche die erste Schule im Münchener Nordosten war. Bei der Säkularisation 1803 wurde die Eremitage aufgehoben und die Schule verstaatlicht. 1820 wurde die Kapelle abgerissen. 1866 entstand neben der St. Emmeramsmühle die Gedächtniskapelle St. Emmeram, welche an die abgerissene Kapelle erinnern soll.
Seit dem 14. Jahrhundert besitzt St. Emmeram eine Mühle. 1711 wurde die Neue Mühle St. Emmeram errichtet, die 1866 zu der heutigen St. Emmeramsmühle umgebaut wurde und seit 1873 eine Gastwirtschaft ist.
1818 wurde Sankt Emmeram Teil der Gemeinde Oberföhring, die am 1. Juli 1913 nach München eingemeindet wurde.

## Ortsbild
Einfamilienhäuser mit Gärten bestimmen das Ortsbild von St. Emmeram. Die neben der Gedächtniskapelle St. Emmeram gelegene Gaststätte St. Emmeramsmühle mit Biergarten zieht viele Besucher aus München und Umgebung an.
Sankt Emmeram wird durch zwei Straßen erschlossen, die von Oberföhring aus das Isarhochufer hinabführen. Seit Dezember 2011 ist St. Emmeram an das Münchner Trambahnnetz angeschlossen. Im Stadtviertel endet die Linie 17 und zeitweise auch die Linie 16. Bei der St. Emmeramsmühle kann der Mittlere-Isar-Kanal überquert werden um zur St.-Emmeram-Brücke über die Isar zu gelangen.